# Enteignung in Rumänien 1945
Die Enteignung in Rumänien 1945 durch das Bodenreformgesetz vom 23. März 1945 fand zum Ende des Zweiten Weltkriegs im späten Königreich Rumänien und der neugeschaffenen Volksrepublik Rumänien (1948–1965) statt und war ein im Wesentlichen gegen Rumäniendeutsche gerichteter staatlicher Entzug des Eigentums der „Kollaborateure des Dritten Reiches“.
Etwa 75 Prozent der rumäniendeutschen Bevölkerung lebten in ländlichen Gebieten, hiervon wurden rund 95 Prozent enteignet. Zudem sah das Bodenreformgesetz vom 23. März 1945 die Abschaffung des Großgrundbesitzes und dessen Zuteilung an besitzlose Bauern vor. Enteignet wurden Großbauern jedweder Ethnie, deren Landbesitz 50 Hektar überschritt.
Das Nationalisierungsgesetz vom 11. Juni 1948 regelte schließlich die Verstaatlichung aller Bodenschätze und Industrie-, Gewerbe-, Handels- und Transportunternehmen samt Versicherungen und Banken.

## Geschichte

### Politische Situation
Einen Tag nach dem Königlichen Staatsstreich in Rumänien 1944 und dem einhergehenden Seitenwechsel des Königreichs Rumänien im Zweiten Weltkrieg sah die Plattform der von der Rumänischen Kommunistischen Partei gegründeten linken „National-Demokratischen Front“ am 24. August die Enteignung und Internierung der siebenbürgisch-sächsischen und banatschwäbischen „Hitleristen“ sowie die Nationalisierung der deutschen Betriebe und die ihrer Komplizen vor. Die rumänische Regierung beschäftigte sich bereits am 27. September und 10. Oktober 1944 mit der Frage der Internierung, Ausweisung und Enteignung der Rumäniendeutschen. Der Zweite Weltkrieg und die laufenden Regierungskrisen verhinderten jedoch zunächst eine Umsetzung dieser Maßnahmen. Der kommunistische Justizminister Lucrețiu Pătrășcanu schrieb in seinem Anfang Oktober 1944 erschienenen Buch „Probleme de bază ale României“ (deutsch Hauptprobleme Rumäniens), dass „das Problem“ mit der Auflösung der „Deutschen Volksgruppe“ noch nicht gelöst sei, vielmehr müsste deren Groß- und Kleinbürgertum zerschlagen werden, bevor sie eine „neue Gesellschaft aufbauen“ könne.
In der rumänischen Presse lief parallel eine Kampagne gegen Rumäniendeutsche. Die kommunistische Zeitung Scânteia forderte am 24. November 1944 in ihrem Artikel „Rumänen und Sachsen in Tartlau“ die ungleiche Bodenverteilung durch Enteignung der Siebenbürger Sachsen zu beseitigen, um einer „jahrhundertelangen Ungerechtigkeit ein Ende zu setzen“. Die sozialdemokratische Libertatea vom 12. September und die kommunistische România Liberă vom 1. Oktober forderten die sofortige Internierung, Enteignung und Ausweisung der Deutschen. In der Zeitung România Liberă hieß es: „Der deutsche Besitz, der dem Munde des rumänischen Arbeiter und Bauern entzogen wurde, muss unverzüglich enteignet werden und jenen zurückgegeben werden, denen er geraubt wurde. Im freien und demokratischen Rumänien darf weder für die Sachsen noch für die Schwaben, als auch für ihre Helfershelfer ein anderer Platz als in Lagern sein. Demokratie und Freiheit können nicht durch solche Kanaillen entweiht werden.“ Auch Iuliu Maniu, Führer der vor allem in Siebenbürgen beheimateten Nationalen Bauernpartei (Partidul Național Țărănesc), sprach sich für eine Aussiedlung und damit Enteignung der Rumäniendeutschen und Magyaren in Rumänien aus.

### Durchführung
Die am 6. März 1945 neu eingesetzte volksdemokratische Regierung unter Petru Groza veranlasste per Dekret vom 23. März 1945 ein Bodenreformgesetz, eine „nationale, wirtschaftliche und soziale Notwendigkeit“. Nach dem Gesetz waren folgende Kategorien von Grundbesitzern zu enteignen: „Reichsdeutsche“ Staatsangehörige sowie die rumänischen Staatsbürger „Volksdeutscher“ Nationalität, die mit dem Deutschen Reich zusammengearbeitet hatten („Hitleristen“), ferner Kriegsverbrecher und die „für das Unglück des Landes Verantwortlichen“ Personen, die nach dem 23. August 1944 außer Landes geflüchtet waren, Absentisten, Güter toter Hand sowie 50 Hektar überschreitender Grundbesitz jedweder Ethnien.
Die Durchführungsbestimmungen vom 11. April 1945 legten fest, dass nicht nur die Angehörigen der Waffen-SS und Wehrmacht, sondern alle Angehörigen der Rumäniendeutschen zu enteignen seien. Das waren alle deutschen Bauern des Landes, ausgenommen waren die nach dem 23. August 1944 in der rumänischen Armee am Krieg gegen Deutschland teilnehmenden Deutschstämmigen oder Deutsche, die direkte „antihitleristische Tätigkeit“ nachweisen konnten.
| Gebiet                                          | Zahl der enteigneten Besitzer | Umfang des enteigneten Bodens | Durchschnittliche Größe der enteigneten Besitzungen |
| ----------------------------------------------- | ----------------------------- | ----------------------------- | --------------------------------------------------- |
| In Siebenbürgen                                 | 62.157                        | 345.598 ha                    | 5,5 ha                                              |
| In der Theißebene (Banat und Sathmar)           | 73.381                        | 362.760 ha                    | 4,9 ha                                              |
| Im Regat einschließlich Bukowina und Dobrudscha | 7.681                         | 735.553 ha                    | 95,7 ha                                             |

Der enteignete Boden ging laut Gesetz mit dem gesamten Wirtschaftsinventar und Vieh in das Eigentum des Staates über, der den Boden parzelliert an begüterungsberechtigte Landwirte verteilte. Bevorzugt waren Bauern ohne Boden, mit wenig Boden und solche, die in der letzten Phase des Krieges gegen Deutschland gekämpft hatten. Der zugeteilte Boden sollte fünf Hektar nicht überschreiten. Wälder und Weinberge verblieben in Staatseigentum, ebenso eine gewisse Staatsreserve an Ackerland, ferner Traktoren, Dreschmaschinen, Mähmaschinen, Lokomobile und Mähdreschmaschinen.
Wo die Zahl der einheimischen Rumänen oder Roma zur Übernahme des deutschstämmigen Besitzes nicht ausreichte, wurden von auswärts so genannte Kolonisten eingebracht. Hierbei handelte es sich um Einwohner rumänischer Nachbargemeinden oder Bauern aus den Westkarpaten („Motzen“), aus der Maramureș, aus Oltenien, Muntenien oder Makedonien.
Zwar bezogen sich die Enteignungsbestimmungen auf Boden, Vieh, Gerätschaften und Maschinen, jedoch wurden auch Häuser und Höfe erfasst. In nicht wenigen Fällen wurden sogar Hausrat, Kleider und Lebensmittelreserven widerrechtlich dazugezählt. Die Deutschstämmigen wurden entweder in den Hütten der nun begüterten neuen Besitzer untergebracht oder in ihrem ehemaligen Anwesen in eine Hinterstube, ein Nebengebäude oder in die Sommerküche verdrängt, oder es wurden mehrere deutsche Familien in ein Haus zusammengelegt. Im Verlauf des Jahres 1945 war es den Deutschstämmigen erlaubt, die laufende Ernte einzubringen.
Die Enteignung vollzog sich selten in geregelter Form. Die deutschstämmigen Landwirte mussten oftmals als Tagelöhner bei den neuen „Herren“ ihren vormaligen eigenen Boden bestellen, pachten oder um den halben Ertrag bearbeiten, da die Neubauern kaum eigene landwirtschaftliche Kenntnisse aufwiesen. Von der Flucht zurückkehrende Banater Schwaben, Sachsen Nordsiebenbürgens und des Kokelgebietes, sowie die 1940 „Heim ins Reich“ umgesiedelten und nach dem Zweiten Weltkrieg zum Teil zwangsrepatriierten Bukowina- und Dobrudschadeutschen wurden in ihre Heimatdörfer oftmals nicht hineingelassen oder gegebenenfalls daraus vertrieben. Auch die Evangelische Kirche A. B. in Rumänien war betroffen, obwohl Kirchen und Klöster von den Bestimmungen der Enteignung ausdrücklich ausgenommen waren.
Die rumäniendeutsche Stadtbevölkerung war von den Enteignungsmaßnahmen zunächst weniger betroffen. Deutschstämmige Handwerksbetriebe, Handelsunternehmen, Apotheken, Banken, Fabriken arbeiteten, wenn auch nicht durchweg ungestört, meist bis 1948 weiter. Jederzeit bestand die Gefahr, als „Saboteur“ verhaftet und verurteilt zu werden, während gleichzeitig erhöhte Lohn- und Steuerforderungen Betriebe oftmals unrentabel machten. Einige rumäniendeutsche Fabrikanten wurden zur Übergabe ihrer Betriebe gezwungen, so auch die Geschäftsleitung der „Hermannstädter allgemeinen Sparkassa“, die 1947 ein vom Staat ernannter rumänischer Direktor und Verwaltungsrat übernahm, während die abgesetzte Firmenleitung verhaftet wurde.
Im Zuge der sozialistischen Umgestaltung der Gesellschaft wurden mit Gesetz vom 11. Juni 1948 alle Bodenschätze und Industrie-, Gewerbe-, Handels- und Transportunternehmen sowie Versicherungen und Banken nationalisiert. Diese Enteignungsmaßnahme betraf alle rumänischen Staatsbürger; durch sie wurde der „sozialistische Sektor in der Industrie“ und damit die Grundlage für die Zentralverwaltungswirtschaft geschaffen. Banken wurden nationalisiert, die Enteignung schloss auch Ersparnisse und Aktien mit ein. Der gesamte Besitz an Gold und ausländischen Devisen musste dem Staat übergeben werden; Zuwiderhandlung hatte oftmals Folter und Gefängnisaufenthalte zur Folge. Betroffene wurden vielfach aus ihren verstaatlichten Häusern ausgewiesen und mit ihren Familien meist in andere Ortschaften zwangsevakuiert. Die repressiven Maßnahmen wurden 1949 vorerst eingestellt. 1952 erreichte die Verstaatlichung der Industrie 97 %, im Handel 76 %.

### Auswirkungen
Rund 1,1 Million Hektar Land wurden an mehr als 900.000 Bauernfamilien aufgeteilt, von denen fast die Hälfte vorher kein eigenes Land besessen hatten. Die Bodenreform erbrachte jedoch nicht die erhofften Erfolge; zusätzlich wurde das Land 1946 von einer exzessiven Dürre erfasst, durch die weite Teile der Bevölkerung hungerte. Die rumäniendeutsche Bauernschaft wurde durch die Bodenreform de facto besitzlos. Obwohl der Anteil der Deutschen an der Gesamtbevölkerung lediglich etwa 2,2 Prozent betrug (1948 waren es 343.913 Personen von 15,9 Millionen der Gesamtbevölkerung), entfielen 49 Prozent des enteigneten Bodens auf die in Siebenbürgen und im Banat von Deutschstämmigen bewohnten Gebiete. Erschwerend kam für die deutschstämmigen Enteigneten hinzu, dass ihre arbeitsfähigen Frauen und Männer im Januar 1945 zur Zwangsarbeit in die Sowjetunion verschleppt wurden, so dass die Haupternährer der Familien oft fehlten. Während dieser Zeit fand ein starker Zuzug rumänischer Kolonisten in die ehemals überwiegend deutschen Gemeinden statt, wonach es kaum noch Ortschaften gab, in denen die deutsche Bevölkerung die Mehrheit bildete, was für die Staatspolitik der „Rumänisierung“ förderlich war.

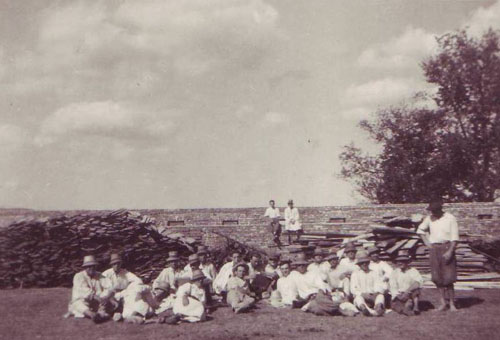
Staatsfarm in Chelmac, Kreis Arad, 1952

Für die Rumäniendeutschen bedeutete die Bodenreform mit der einhergehenden Kollektivierung der Landwirtschaft in Rumänien eine radikale berufliche und soziale Umstrukturierung. Noch vor dem Zweiten Weltkrieg waren etwa 70 Prozent der Siebenbürger Sachsen als selbständige Landwirte beschäftigt, 1956 arbeiteten nur noch 25 Prozent der Rumäniendeutschen in der Landwirtschaft, als Bauern von Landwirtschaftlichen Produktionsgenossenschaften („Kollektiven“) oder als Lohnarbeiter auf Staatsfarmen. Hingegen lag der Prozentsatz der Arbeiter mit 56,8 Prozent weit über dem Landesdurchschnitt von 29 Prozent. Die Deutschstämmigen sahen sich nach neuen Berufen um und bemühten sich allgemein um eine höhere Ausbildung.
In den Jahren 1946 und 1947 plante die rumänische Regierung die rumäniendeutsche Bauernschaft in die Moldau, Muntenien, Dobrudscha, Maramureș, das Szekler- und Sathmargebiet zwangsumzusiedeln. Die namentlichen Deportationslisten umfassten 22.498 Familien mit 96.452 Personen, also ein Drittel der rumäniendeutschen Landbevölkerung. Der evangelischen Bischof Friedrich Müller-Langenthal und der katholische Bischof Augustin Pacha sprachen sich Anfang Februar 1947 bei Ministerpräsident Petru Groza und dem kommunistischen Funktionär Emil Bodnăraș gegen diese bereits beschlossene Umsiedlung aus, jedoch ist nicht geklärt, warum letztendlich die Pläne nicht umgesetzt wurden.
Nach dem Zerwürfnis der kommunistischen Staatsführer Josef Stalin (Sowjetunion) und Josip Broz Tito (Jugoslawien), ausgelöst durch unterschiedliche Ansichten über die wirtschaftliche und politische Entwicklung im sich formierenden Ostblock und den daraus folgenden Ausschluss Jugoslawiens aus dem Kominform-Bündnis im Juni 1948, nahmen die Spannungen zwischen Jugoslawien und dem sich zu Stalin bekennenden Rumänien zu. Die Bevölkerung des westlichen Banats im Gebiet der rumänisch-jugoslawischen Grenze wurde von der rumänischen Staatsführung als Sicherheitsrisiko eingestuft. Aus diesem Grund wurde von der rumänischen Führung am 15. März 1951 die Säuberung des Grenzgebiets „von politisch unzuverlässlichen Elementen“ beschlossen. Etwa 40.000 Personen aus 297 Dörfern, davon etwa ein Viertel mit banatschwäbischem Hintergrund, wurden zur Bestellung der Bărăgan-Steppe dorthin deportiert. Etwa die Hälfte der Deportierten waren als „Kulaks und Schankwirte“ klassifiziert. Ein anderer großer Teil der betroffenen Gruppe bestand aus Bessarabiern, Mazedo-Rumänen und Serben.
Das Dekret Nr. 2694 vom 7. Dezember 1955 regelte die Heimkehr der Deportierten, wie auch die Rückerstattung ihres Feldbesitzes und ihrer Häuser. Darin wurde festgelegt, dass alle Personen, die aufgrund des Ministerratsbeschlusses Nr. 326 S von 1951 „zur Sicherstellung der nötigen Arbeitskräfte in den Staatsgütern der Regionen Ialomița und Galați“ in ihre Herkunftsgebiete zurückkehren durften und dort ihre Felder und Häuser rückerstattet bekämen. In dem Beschluss wurde den inzwischen gegründeten Landwirtschaftlichen Produktionsgenossenschaften empfohlen, die Bărăgan-Heimkehrer als Mitglieder aufzunehmen. Die landwirtschaftlichen Flächen wurden jedoch 1956 nicht zurückerstattet, da sie bereits in den Besitz der Kollektiv- und Staatswirtschaft übergegangen waren, sodass lediglich die Häuser und die dazugehörenden Gärten an ihre ehemaligen Besitzer zurückgegeben wurden. Die Häuser waren oft von Zuwanderern besetzt oder verfallen.
Filip Geltz – anfänglich Erster Sekretär und ab 1951 Vorsitzender des Deutschen Antifaschistischen Komitees für Rumänien – war vom April 1956 bis Februar 1957 als Minister für Kommunalwirtschaft und örtliche Industrie in der Regierung des damaligen Ministerpräsidenten Chivu Stoica mit der „Wiedergutmachung der dem Deutschtum infolge der vorangegangenen staatsbürgerlichen Diskriminierung zugefügten Schäden“ betraut. Das Ministerium Geltz bearbeitete „Zehntausende von Beschwerden“, die im Sommer 1956 zum Erlass eines Dekrets über die Rückgabe von Wohnhäusern und Höfen an enteignete deutschstämmige Besitzer führte, von denen in der Folge bis zum Jahresende 1956 etwa 22.000 ihre Höfe und Häuser zurückerhielten. Im Zeitraum von 1948 bis 1956 ging der Anteil der Beschäftigten in der Landwirtschaft unter den Rumäniendeutschen von 74 Prozent auf 22 Prozent zurück.

### Pressestimmen
Ein Artikel der sozialdemokratischen Zeitung Poporul (deutsch Das Volk) in Brașov (deutsch Kronstadt) am 4. August 1946 sprach sich unter dem Titel „Was machen wir mit den Sachsen?“ für die Umsiedlung der Siebenbürger Sachsen innerhalb des Landes aus:
„Wer in der letzten Zeit die Dörfer unseres Kreises besucht hat, war sicherlich angenehm überrascht, ein neues Bild in diesen Dörfern vorzufinden. Vor allem in Heldsdorf und Marienburg kann man in den großen Häusern mit hohen Toren fremdartige Menschen, neue Figuren, Bauern mit engen Hosen (‚ițari‘) und Frauen mit Rockschürzen (‚catrințe‘) und Halsketten sehen. Es handelt sich um Kolonisten aus dem Argesch-Gebiet, die in unsere Region gebracht wurden, um begütert zu werden. Die Tracht der Leute aus Argesch bringt offensichtlich etwas Neues zwischen die alten Mauern und die hohen Kirchen, die wie Burgen für die Ewigkeit gebaut sind.
Die Agrarkommissionen haben im Sinne des Gesetzes den von Sachsen enteigneten Boden den [rumänischen] Einwohnern der Gemeinde aufgeteilt, für den überschüssigen wurden Kolonisten gebracht. Es wurde dabei aber vergessen, vorzusehen, was mit den enteigneten Besitzern geschieht. Wie wir demzufolge feststellen konnten, wohnen in denselben Höfen, ja sogar in denselben Häusern, die gewesenen und jetzigen Eigentümer zusammen. Es ist eine ziemlich schwere Lage, sowohl für die einen als auch für die anderen. Wenn die Sachsen sich noch ruhig verhalten und nicht Widerstand leisten, wie solcher beim Beginn der Arbeiten der Agrarreform gemeldet wurde, ist es nicht weniger wahr, dass sie alles als Provisorium ansehen und auf den günstigen Augenblick warten, wieder ihre Rechte zu erhalten. Auf denselben Feldern arbeitend und in denselben Häusern wohnend, besteht die Gefahr, dass eines Tages die Glut, die heute glimmt, sich entfacht, so dass wir Opfer haben werden“. Weiter schlug der Artikel vor die Siebenbürger Sachsen zu isolieren und aus ihren Dörfern zu entfernen. Es sei zu bedauern, dass eine Ausweisung außerhalb des Landes wie in der Tschechoslowakei und Ungarn nicht möglich sei.
Die nationalliberale Zeitung Flamura liberală (deutsch Liberale Fahne) stellte am 26. September 1946 in Bukarest fest, dass
„die Sachsen für die wirtschaftliche Entwicklung Rumäniens und für deren gegenwärtige wirtschaftliche Gesundung von besonderer Bedeutung“ seien. Der Artikel sprach sich gegen eine Kollektivschuld aus, „mit der die Sachsen wegen ihrer jüngsten Hinwendung zu Deutschland belastet wurden“, und drückte bildlich aus, dass man wegen „einiger dürrer Äste in der Krone des sonst gesunden Baumes nicht die gesamte deutsche Minderheit bestrafen“ dürfe. Die Sachsen seien „keine nationale Gefahr für Rumänien, sondern produktive Elemente, für deren Eingliederung in die Wirtschaft eine Lösung gefunden“ werden sollte. Zurzeit seien die Bauern jedoch als Folge der Agrarreform von Hunger bedroht.
„Wir haben demnach inmitten des rumänischen Volkes [wegen der Enteignung] eine ansehnliche Zahl von Menschen mit verschränkten Händen im Schoß, von denen wir, wenn für ihre Verwendung ein rechtlicher Funktionsrahmen gefunden wird, die betreffenden Regionen nicht mehr so viel leiden würden, sondern im Gegenteil zu gewinnen hätten, da die Arbeitskraft des sächsischen Menschen in höchstem Maße produktiv, qualitativ als auch quantitativ ist. Folglich ist die Frage, ob die Sachsen eine Gefahr für die Rumänen sind, mit einem kategorischen und entschiedenen ‚Nein‘ zu beantworten. Im Gegenteil. Ein wichtiger Teil unserer Volkswirtschaft ist ohne die Arbeitskräfte, ohne die Arbeit und ohne die Produktionskraft der mitwohnenden Nation der Sachsen in Gefahr“.